# Paliavana werdermannii
Paliavana werdermannii är en tvåhjärtbladig växtart som beskrevs av Rudolf Mansfeld. Paliavana werdermannii ingår i släktet Paliavana och familjen Gesneriaceae. Inga underarter finns listade i Catalogue of Life.